# Länsväg 168
De Zweedse weg 168 (Zweeds: Länsväg 168) is een provinciale weg in de provincie Västra Götalands län in Zweden en is circa 26 kilometer lang.

## Plaatsen langs de weg
- Kungälv
- Ytterby
- Tjuvkil
- Marstrand

## Knooppunten
- E6 bij Kungälv (begin)
- Veerboot in Marstrand (einde)